# Батистин (Порденоне)
Батистин је насеље у Италији у округу Порденоне, региону Фурланија-Јулијска крајина.
Према процени из 2011. у насељу је живело 28 становника. Насеље се налази на надморској висини од 29 м.